# Landschaftsschutzpark Łagów

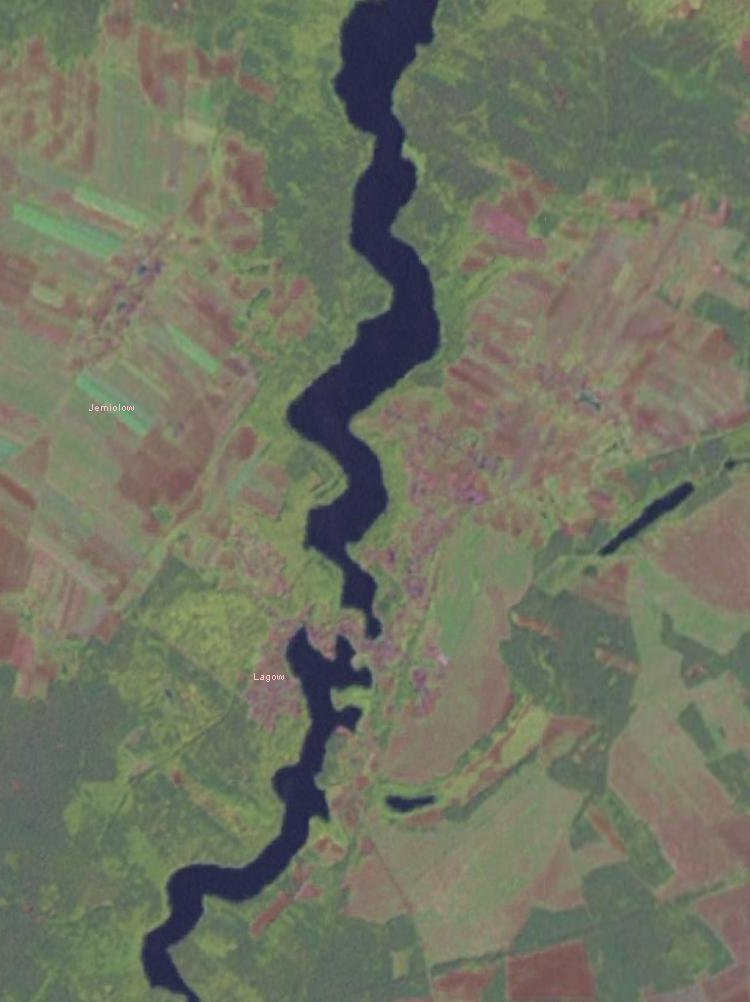
Landschaftsschutzpark Łagów

Der Landschaftsschutzpark Łagów (Łagowski Park Krajobrazowy) liegt in der polnischen Wojewodschaft Lebus östlich von Świebodzin (Schwiebus). 
Das Schutzgebiet wurde 1985 gegründet und umfasst eine Fläche von 4929 Hektar. Kern des Parks sind die beiden Seen Łagowskie und Trześniowskie. Der Sitz der Verwaltung ist in Łagów (Lagow).